# Борзенців
51°32′55″ пн. ш. 33°3′11″ сх. д. / 51.54861° пн. ш. 33.05306° сх. д.
Борзенці́в — колишнє село в Україні, підпорядковувалося Вільненській сільській раді Коропського району Чернігівської області.
Виключене з облікових даних рішенням Чернігівської обласної ради від 29 березня 2013 року, як таке, де ніхто не проживає.

## Географія
Знаходилося на березі одного з відгалужень дренажної системи річки Стрижень.